# Мацумото, Кацухиро
Кацухиро Мацумото (яп. 松元克央, род. 28 февраля 1997, Иваки, Фукусима) — японский пловец, трёхкратный чемпион Азиатских игр, чемпион Универсиады, двукратный чемпион Азии, призёр чемпионата мира 2019 года.

## Карьера
На чемпионате Азии 2016 года в Токио стал обладателем трёх наград, победу праздновал в составе эстафетной команды 4×200 метров вольным стилем.
На универсиаде 2017 года в эстафетном заплыве 4×200 метров вольным стилем стал чемпионом.
В Джакарте на Азиатских играх 2018 года в составе двух эстафетных гонок стал чемпионом, а в индивидуальном заплыве на 200 метров вольным стилем завоевал серебряную медаль.   
На чемпионате мира 2019 года в корейском Кванджу завоевал серебряную медаль на дистанции 200 метров вольным стилем, уступив победителю китайцу Сунь Яну 0,29 секунды.